# 弗兰斯·凯西波国际机场

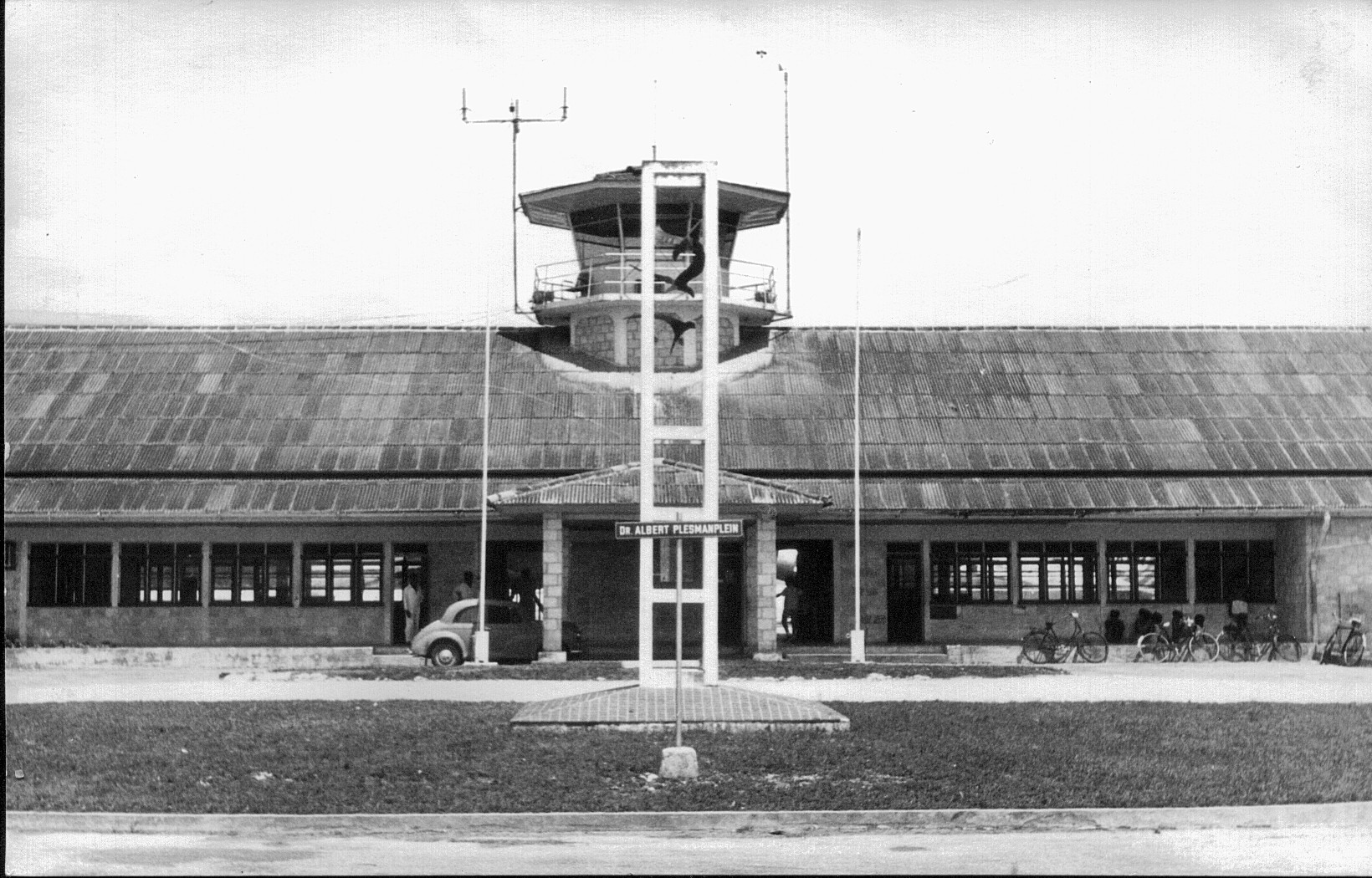
1961年的默克莫机场

弗兰斯·凯西波国际机场（印尼语：Bandar Udara Internasional Frans Kaisiepo）IATA代码：；ICAO代码：是位于印度尼西亚巴布亚省比亚克农福尔县比亚克岛的一座国际机场，主要服务城市比亚克。机场又名默克莫机场（英语：Mokmer Airport）。弗兰斯凯西波国际机场以巴布亚省的第四任省长弗兰斯·凯西波（Frans Kaisiepo）命名。机场有七个停机位，其中有两个机位可以停泊宽体飞机，机场有一座没有登机廊桥的候机楼。

## 历史
在第二次世界大战的1942年，日军占领巴布亚，为了赢得战争修建了众多海军和空军设施，其中就包括默克莫机场。1944年5月下旬到6月的比亚克战役后机场由美军控制。
1957年7月16日，荷兰皇家航空的KML844号航班（计划从比亚克飞往马尼拉）从默克莫机场起飞后不久坠毁在极乐鸟湾，机型为洛克希德L-1049超级星座式，事件共死亡58人10人幸存。
20世纪80年代末到90年代初，加鲁达印尼航空运营的雅加达 - 巴厘岛 - 比亚克 - 檀香山 - 洛杉矶国际航线经停此机场。

## 航空公司和目的地
| 航空公司       | 目的地                           |
| -------------- | -------------------------------- |
| 加鲁达印尼航空 | 查亚普拉, 望加锡, 纳比雷, 蒂米卡 |
| 印尼狮子航空   | 望加锡, 泗水                     |
| 三佛齐航空     | 查亚普拉, 望加锡                 |
| 苏西航空       | 马诺夸里, 纳比雷, 塞鲁伊         |
| 特里嘎纳航空   | 查亚普拉, 塞鲁伊                 |

## 资料来源
1. ↑  .   [2017-01-07]. （原始内容存档于2021-01-24）.
2. ↑  .   [2012-06-23]. （原始内容存档于2012-06-20）.
3. ↑  .   [2017-01-07]. （原始内容存档于2020-08-21）.